# معدن حاجات
معدن حاجات مرکز دهستان بندان و روستایی در بخش مرکزی شهرستان نهبندان استان خراسان جنوبی ایران است.

## جمعیت
بر پایه سرشماری عمومی نفوس و مسکن در سال ۱۳۹۵ جمعیت این روستا ۲۷ نفر (در ۶ خانوار) بوده است.